# Marchal Baghramian
Marchal Baghramian (Armeens: Մարշալ Բաղրամյան) is een metrostation in de Armeense hoofdstad Jerevan. Het station heette oorspronkelijk Saralandji maar werd in 1982 hernoemd ter nagedachtenis van Hovhannes Baghramian (1897-1982), een Maarschalk van de Sovjet-Unie van Armeense origine.
Het ondergronds metrostation was een van de eerste vier metrostations op Lijn 1 van de metro van Jerevan. De bouw van de metrolijn werd gestart in 1972 en het eerste segment van 7,6 kilometer werd geopend op 7 maart 1981.
Het metrostation is gelegen aan de Marchal Baghramian Avenue vlak bij het Geliefdenpark in het district Kentron.

## Fotogalerij

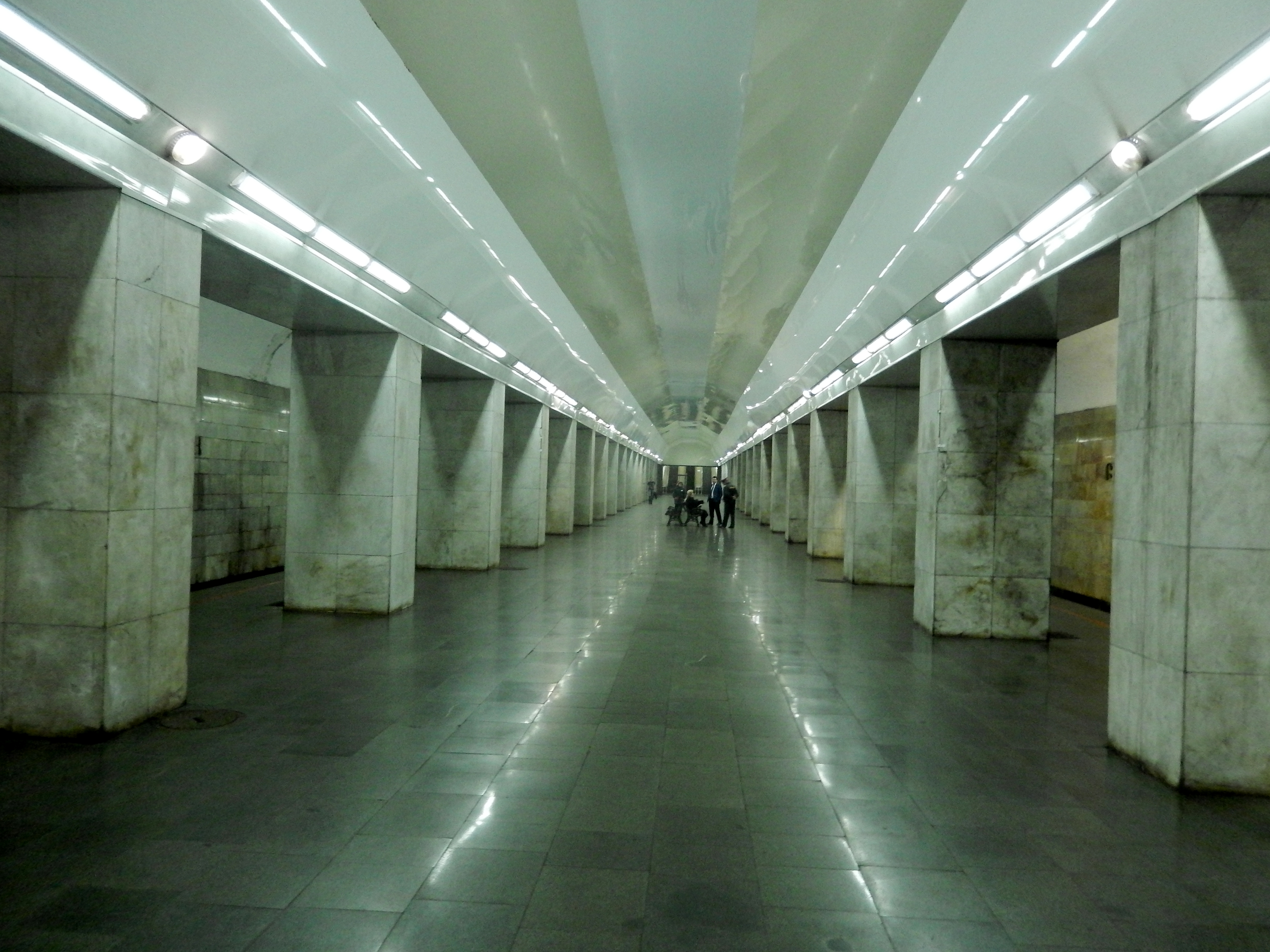
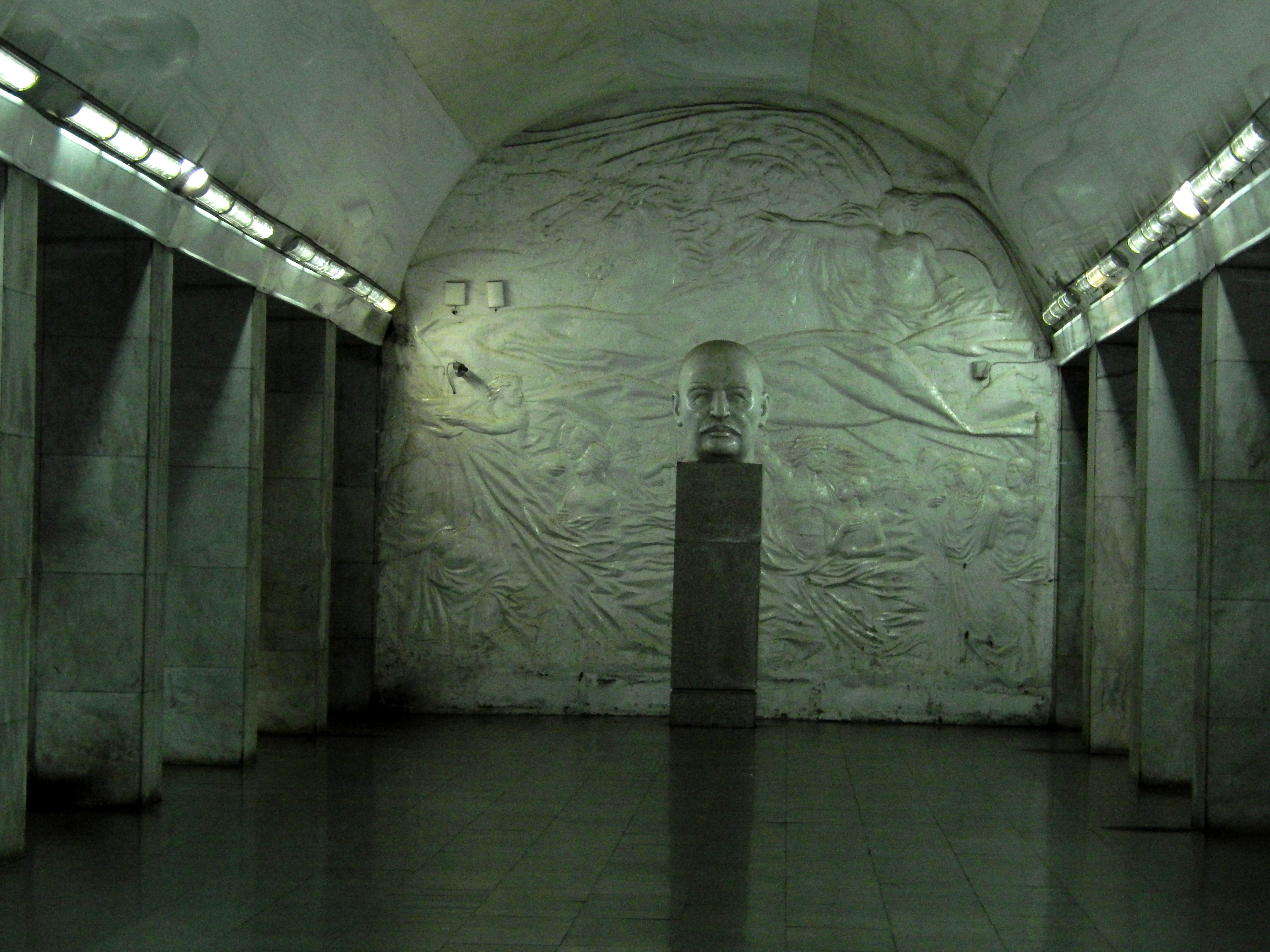
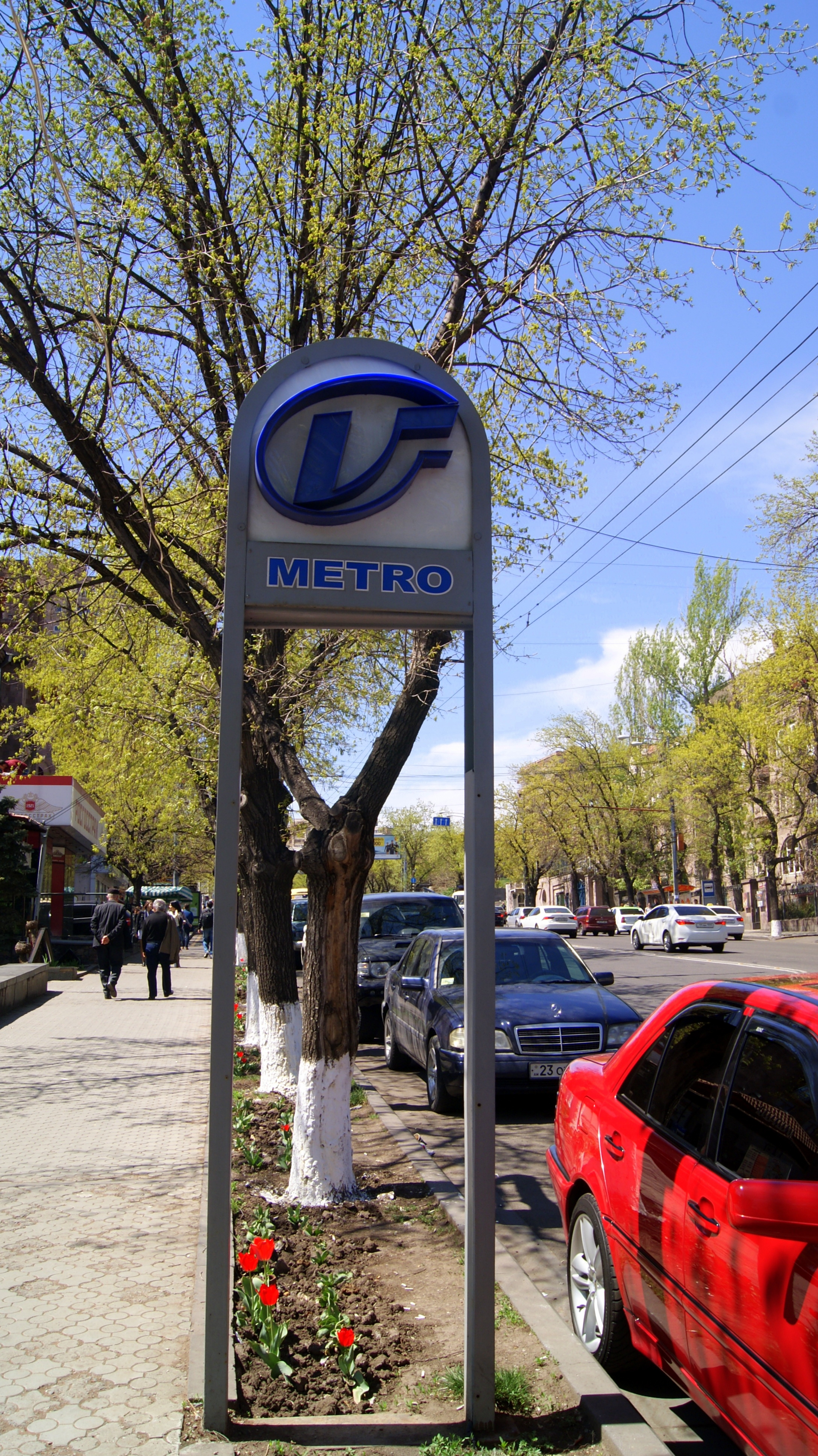